# Alexander's Feast (Händel)
Alexander's Feast (HWV 75) is een koorwerk met muziek van Georg Friedrich Händel naar het libretto van Newburgh Hamilton. Hamilton baseerde zijn tekst op John Dryden's ode Alexander's Feast, or the Power of Music (1697), dat geschreven werd om de dag van Sint-Cecilia te vieren. Jeremiah Clarke (wiens stuk verloren ging) componeerde de originele ode aan de muziek. Händel componeerde de muziek in januari 1736, en het werk ging in première in het Covent Garden Theater in Londen op 19 februari 1736. Händel herwerkte de muziek voor opvoeringen in 1739, 1742 and 1751. Donald Burrows schreef een bespreking rond deze herwerkingen van Händel.
Het werk speelt zich af rond een banket ten huize van Alexander de Grote en zijn minnares Thais in de veroverde Perzische stad Persepolis. De muzikant Timotheus zingt op het feest en bespeelt zijn lier, hierbij verschillende stemmingen oproepend bij Alexander, finaal aangemoedigd tot brandstichting in de stad als wraak voor zijn gesneuvelde Griekse soldaten.
Het stuk was een groot succes en Händel werd erdoor gestimuleerd om Italiaanse opera's te herwerken tot koorstukken in de Engelse taal. De solisten bij de première waren de sopraan Anna Maria Strada del Pò, de tenor John Beard, en een bas genaamd Erard (zijn voornaam is onbekend).

## Structuur van het werk
- Deel 1:

1. Overture
2. Recitatief (tenor):  'Twas at the royal feast
3. Aria en koor: Happy, happy pair
4. Recitatief: Timotheus plac'd on high
5. Harp Concerto, Opus 4, Number 6 in B Flat
6. Recitatief: The song began from Jove
7. Koor: The list'ning crowd
8. Aria (sopraan): With ravish'd ears
9. Recitatief: The praise of Bacchus
10. Aria and koor: Bacchus ever fair and young
11. Recitatief: Sooth'd with the sound
12. Recitatief: He chose a mournful muse
13. Aria (sopraan): He sung Darius, great and good
14. Recitatief: With downcast looks
15. Koor: Behold Darius great and good
16. Recitatief: The mighty master smil'd
17. Arioso: Softly sweet in Lydian measures
18. Aria: War, he sung, is toil and trouble
19. Koor: The many rend the skies with loud applause
20. Aria: The prince, unable to conceal his pain
21. Koor: The many rend the skies with loud applause

- Deel 2:

1. Recitatief en koor: Now strike the golden lyre again
2. Aria (bas): Revenge, Timotheus cries
3. Recitatief: Give vengeance the due
4. Aria: The princes applaud with a furious joy
5. Aria and koor: Thais led the way
6. Recitatief: Thus long ago
7. Koor: At last divine Cecilia came
8. Recitative: Let old Timotheus yield the prize
9. Chorus: Let old Timotheus yield the prize
10. Orgel concerto, Opus 4 Number 1
11. Koor: Your voices tune

## Opnames
- Alexander's Feast or The Power of Music, HWV 75: Felicity Palmer, Anthony Rolfe-Johnson, Stephen Roberts, Stockholm Bach Choir, Concentus Musicus Wien, gedirigeerd door Nikolaus Harnoncourt - 2 LP Teldec 6.35440 [1978] - 2 cd Teldec 6 3984-26796-2 6 [2000]
- Alexander's Feast: Nancy Argenta, Ian Partridge, Michael George, The Sixteen, gedirigeerd door Harry Christophers (Collins Classics, 1991)
- Alexander's Feast: Thomas Allen, Robert Tear, Helen Donath, Sally Burgess, Het Koor van King's College, English Chamber Orchestra, gedirigeerd door Philip Ledger - 2 cd Virgin Classics

## E-book
Score[dode link] of Alexander's Feast (ed. Friedrich Chrysander, Leipzig 1861)